# 기 티
기 티(프랑스어: Guy Thys, 1922년 12월 6일 ~ 2003년 8월 1일)는 전 벨기에의 축구 선수이자 축구 감독이다.

## 선수 경력
티는 1922년 12월 6일 벨기에 안트베르펜에서 태어났으며, K. 베이르스호트 VAC와 R. 다링 클럽 몰렌베이크, 스탕다르 리에주, 세르클러 브뤼허 KSV, KSC 로케런에서 스트라이커로 활동했다. 1952년과 1953년에는 벨기에 축구 국가대표팀의 일원으로 활약하기도 했다.

## 감독 경력

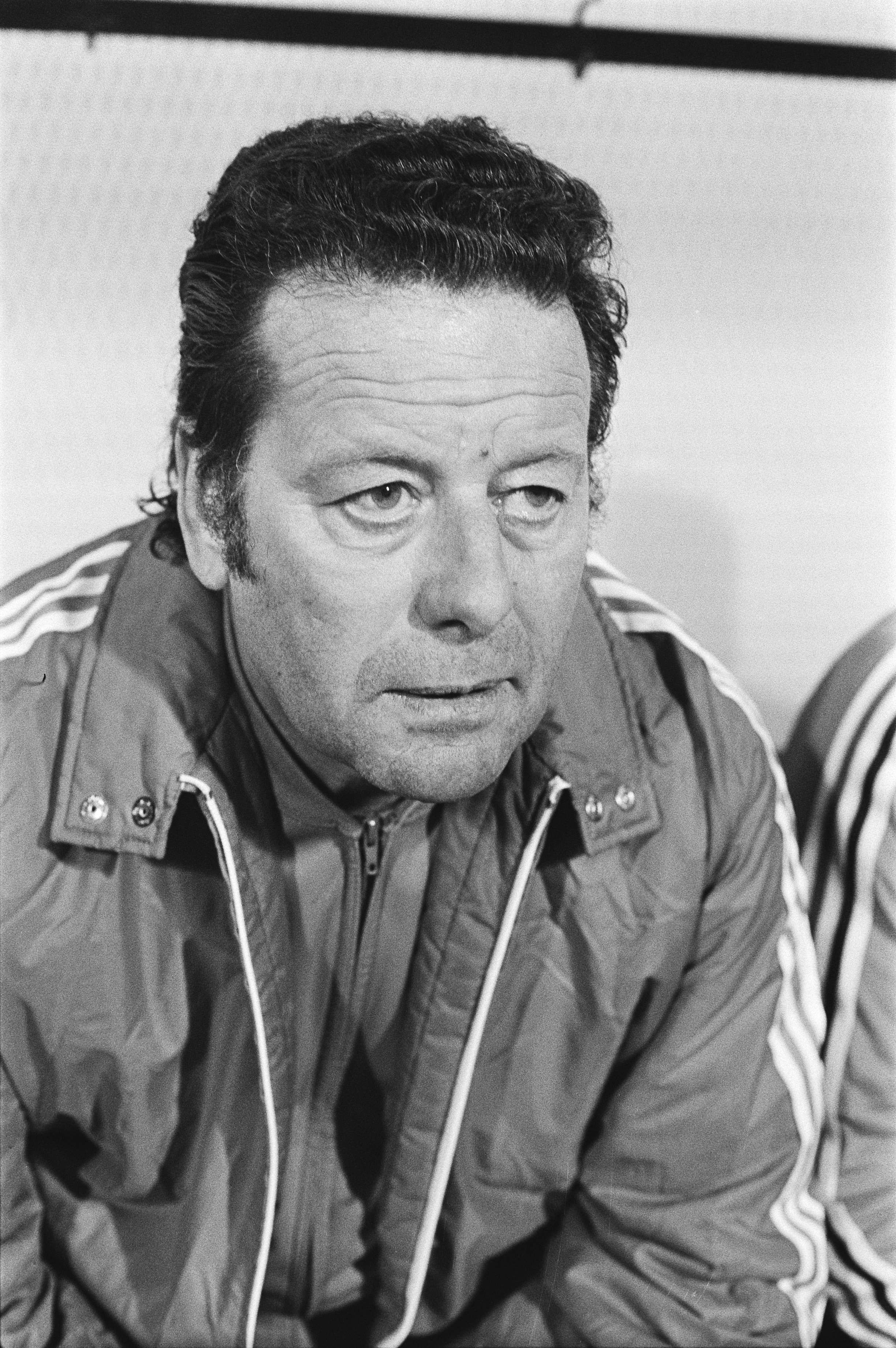
기 티(1976년)

티는 1954년부터 1958년까지 세르클러 브뤼허 KSV에서 선수겸 트레이너로 뛰었으며, 1958년부터 1959년까지 KSC 로케런에서도 선수겸 트레이너로 활약했다. 1960년부터 전임 감독으로 K. 베절 스포르트 FC에서 활약했고, 이후 KFC 헤렌탈스, KSK 베베런, 루아얄 위니옹 생질루아즈, 로열 앤트워프 FC에서도 감독직을 맡았다. 티가 감독으로 있는 동안 로열 앤트워프 FC는 벨기에 컵에서 우승을 차지했으며, 벨기에 프로리그에서 준우승을 차지했다.
티는 1976년부터 1989년까지 벨기에 축구 국가대표팀의 감독직을 맡아 101경기에서 45번의 승리를 거두었다. 벨기에는 UEFA 유로 1980에서 결승전까지 진출했으나 서독에게 1:2로 져 준우승을 차지했다. 1982년 FIFA 월드컵에서는 첫 경기인 아르헨티나전에서 지난 대회 우승팀인 아르헨티나를 1:0으로 꺾는 등 이변을 일으켰고, 2라운드까지 진출했다. 1986년 FIFA 월드컵에서는 멕시코와 이라크를 꺾고 16강에 진출해 소련을 4:3으로 꺾었고, 8강전에서 스페인을 승부차기 끝에 물리쳤으나 4강전에서 대회에서 우승하게 되는 아르헨티나를 만나 0:2로 졌다. 3·4위전에서 프랑스를 만나 연장전까지 갔으나 2:4로 져 4위에 머물렀다. 이후 1989년 국가대표팀 감독직에서 물러났다. 감독직에서 물러난 뒤 8개월 후 다시 국가대표팀의 감독으로 선임돼 1990년 FIFA 월드컵 유럽 지역 예선을 통과해 국가대표팀을 1990년 FIFA 월드컵에 진출시켰다. 벨기에는 월드컵에서 대한민국과 우루과이를 각각 2:0, 3:1로 꺾고, 스페인에게 1:2로 졌지만 2라운드에 진출했다. 하지만 2라운드 잉글랜드전에서 연장 종료 직전에 실점하며 0:1로 져 탈락했다. 티는 1991년 벨기에 축구 국가대표팀 감독직에서 물러났다.
이후 오랫동안 투병 생활을 겪다가 2003년 8월 1일 사망하였다.